# George Woodward Greene

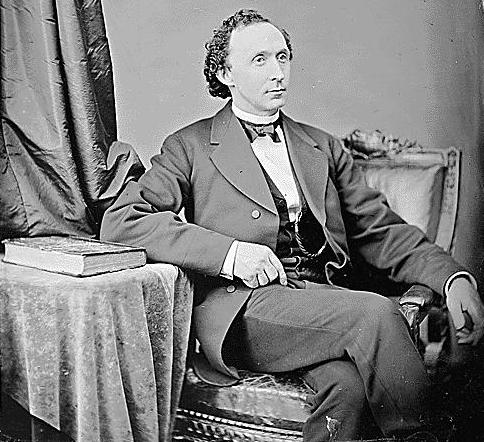
George Woodward Greene

George Woodward Greene (* 4. Juli 1831 in Mount Hope, New York; † 21. Juli 1895 in New York City) war ein US-amerikanischer Jurist und Politiker. Er vertrat in den Jahren 1869 und 1870 den Bundesstaat New York im US-Repräsentantenhaus.

## Werdegang
George Woodward Greene verfolgte klassische Altertumswissenschaften und graduierte an der University of Pennsylvania in Philadelphia. Er unterrichtete an einer Schule. Greene studierte Jura. Seine Zulassung als Anwalt erhielt er 1860 und begann dann in Goshen zu praktizieren. Er war School Commissioner im Orange County. Zwischen 1861 und 1864 war er Richter am Orange County Court. Politisch gehörte er der Demokratischen Partei an.
Bei den Kongresswahlen des Jahres 1868 für den 41. Kongress wurde Greene im elften Wahlbezirk von New York in das US-Repräsentantenhaus in Washington, D.C. gewählt, wo er am 4. März 1869 die Nachfolge von Charles Van Wyck antrat. Van Wyck focht allerdings dessen Wahl wegen eines Fehlers bei der Anmeldung erfolgreich an, so dass Greene nach dem 17. Februar 1870 aus dem Kongress ausschied.
Zwischen 1885 und 1888 saß Greene in der New York State Assembly. Er verstarb am 21. Juli 1895 in New York City und wurde dann auf dem „The Plains“ Cemetery in Otisville beigesetzt.